# قانون المبيعات العسكرية لعام 1968

الختم العظيم للولايات المتحدة

قانون المبيعات العسكرية الأجنبية لعام 1968 كان تشريعاً مكملاً لقانون الحد من الأسلحة ونزع السلاح لعام 1961 وقانون المساعدة الخارجية لعام 1961.

## الأهمية
يكشف القانون الصادر في 22 أكتوبر 1968 عن التزام الولايات المتحدة ودعمها لعالم خالٍ من أخطار التسلح وآفة الحرب.

## نبذة
دعم قانون المبيعات العسكرية الأجنبية سياسة تحديد الأسلحة على المستوى الإقليمي، واتفاقيات نزع السلاح، وتشجيع سباقات التسلح، حيث سمح مشروع القانون رقم 15681 الخاص ببيع حكومة الولايات المتحدة للمعدات العسكرية.
يعلن قانون الولايات المتحدة صراحةً عن بيع خدمات الدفاع والمواد العسكرية إلى الدول الصديقة باستخدام الوسائل الاقتصادية للحفاظ على قوة عسكرية ذات قوة كافية ودعمها.

## المصادقة
تمت المصادقة على القانون من قبل الدورة التسعين للكونجرس الأمريكي وأيده الرئيس السادس والثلاثون للولايات المتحدة ليندون جونسون في 22 أكتوبر 1968.